# Ngulchu Ngawang Dorje
Ngulchu Ngawang Dorje (tibetisch དངུལ་ཆུ་ངག་དབང་རྡོ་རྗེ Wylie dngul chu ngag dbang rdo rje; 1720–1803) war ein Gelugpa-Mönch des tibetischen Buddhismus.

## Leben und Werk
Ngulchu Ngawang Dorje war ein hochrangiger Mönch des Klosters Trashi Gephel (bkra shis dge 'phel; chin. Taxi gepei si 扎西格培寺; im Kreis Xaitongmoin (Shethong Möndzong)) und praktizierte im Ngulchu-Kloster (chin. Ouqu si 欧曲寺), einem Zweig des Klosters Trashi Gephel.
Die Gesammelten Werke von Ngulchu Ngawang Dorje erschienen zusammen mit der Biographie von Ngulchu Duldzin Lobsang Chöphel (1900–1974) unter dem Titel dngul chu ngag dbang rdo rje'i gsung 'bum dang dngul chu yongs 'dzin blo bzang chos 'phel gyi rnam thar 2010 in der tibetischen Schneeland-Buchreihe (gangs can rig mdzod, Band 57).